# Нижегородская радиолаборатория
Нижегородская радиолаборатория (НРЛ) — первый советский научно-исследовательский центр в области радиотехники. С 1924 года — Нижегородская радиолаборатория имени В. И. Ленина. 1 октября 1928 года в ходе реорганизации вошла в состав ленинградской Центральной радиолаборатории Треста заводов слабого тока.

## Создание радиолаборатории
В июне 1918 года по инициативе М. А. Бонч-Бруевича Народным комиссариатом почт и телеграфов была создана радиолаборатория при Тверской радиостанции. Небольшая мастерская с устаревшим оборудованием не позволяла организовать надлежащий уровень исследований. Посетивший радиолабораторию нарком В. Н. Подбельский отметил перспективы создания отечественного производства электронных ламп. Начальнику Тверской радиостанции В. М. Лещинскому были выделены средства на эвакуацию лаборатории в другой город и её дальнейшее расширение.
Выбор пал на Нижний Новгород. Основными факторами, повлиявшими на выбор места для будущего центра исследований, стала относительно небольшая удалённость от столицы и, вместе с тем, достаточно безопасное расстояние от белогвардейских отрядов. Немаловажным было наличие высокоразвитой металлообрабатывающей промышленности (заводы Сормово, Фельзер и др.), налаженное железнодорожное сообщение и проволочный телеграф для связи с Москвой и Петроградом.
В августе 1918 года Нижегородская радиолаборатория обосновалась в доме № 5, трёхэтажном здании бывшего общежития на Верхневолжской набережной. Первым управляющим стал ученик А. С. Попова В. М. Лещинский, ведущими учёными и организаторами — М. А. Бонч-Бруевич, В. К. Лебединский, П. А. Остряков, В. В. Татаринов, В. П. Вологдин, А. Ф. Шорин.
Официальным днём основания радиолаборатории считается 2 декабря 1918 года, когда В. И. Ленин подписал «Положение о радиолаборатории с мастерской».
Стратегически важными для страны задачами, над решением которых сосредоточились учёные радиолаборатории, были налаживание отечественного электровакуумного производства и развитие радиотелефонии.

## Лаборатория Бонч-Бруевича

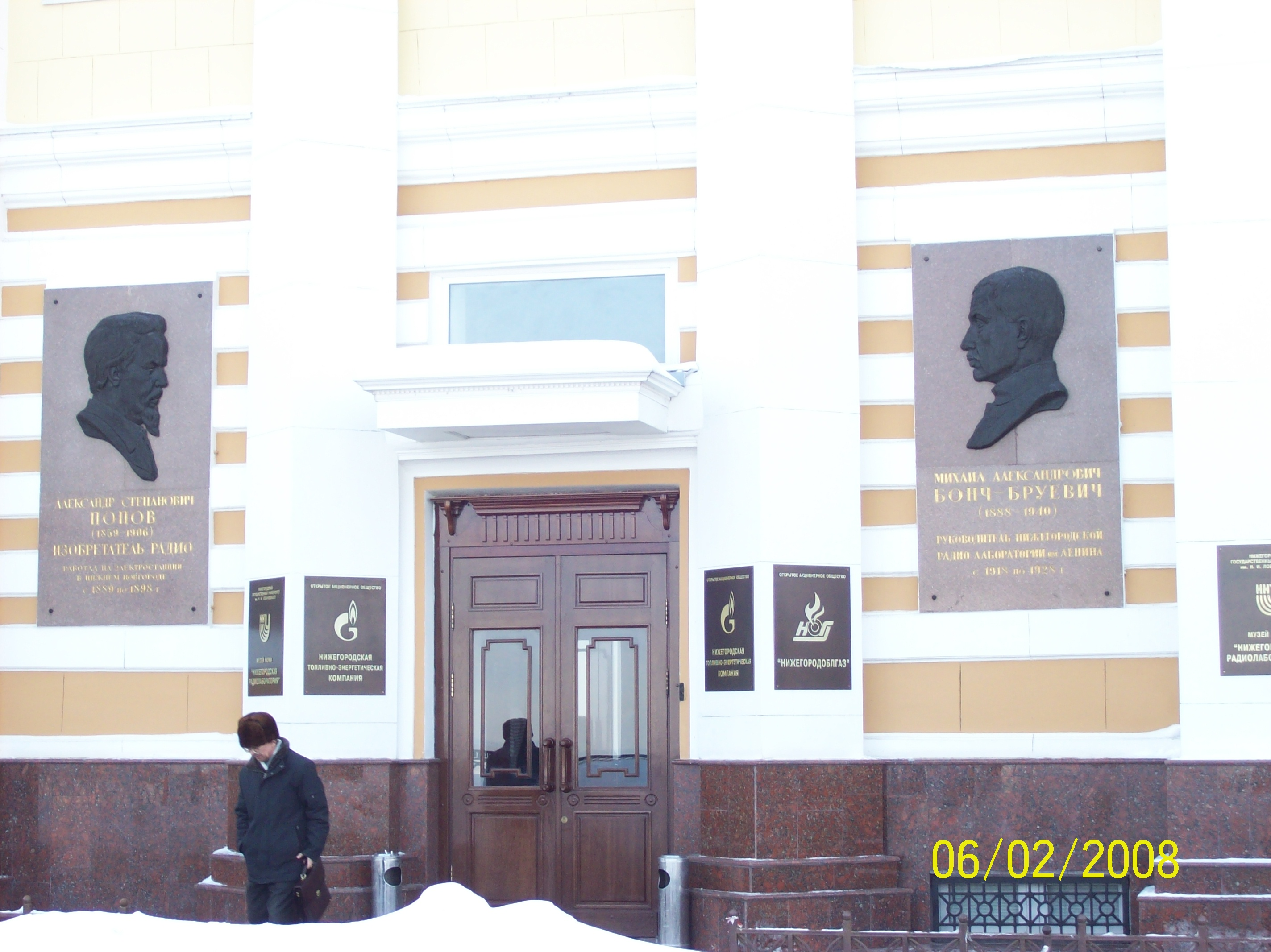
Мемориальные доски в память об организаторе радиолаборатории М.А. Бонч-Бруевиче и изобретателе радио А.С. Попове.

Разработкой методов использования электронных ламп в радиотелефонной связи занималась лаборатория под руководством М. А. Бонч-Бруевича. Лаборатории удалось наладить серийный выпуск электронных ламп. С весны 1919 года Нижегородская лаборатория выпускала до 1000 ламп в год.
Параллельно с серийным выпуском, лаборатория работала над повышением мощности электронных ламп. В январе 1920 года Бонч-Бруевичем была разработана лампа с массивным алюминиевым анодом для лучшего отвода тепла. Мощности лампы оказалось достаточно для того, чтобы создать радиопередатчик, обеспечивающий связь Нижнего Новгорода с Москвой. 15 января 1920 года состоялся первый сеанс связи.
Конструкция лампы не позволяла увеличить мощность лампы настолько, чтобы удовлетворить требованиям поставленной перед изобретателями задачи по созданию «радиотелефонной станции с радиусом действия 2000 вёрст» (более 2100 км). Молодая Советская республика испытывала недостаток металлов, использовавшихся в зарубежных лампах.
Бонч-Бруевич предложил новый оригинальный способ — водяное охлаждение медного анода, который позволил повысить мощность ламп до 1 кВт.
Дальнейшим улучшением конструкции стало увеличение поверхности анода, для чего он был сделан четырёхкамерным, в каждой камере — свои катод и сетка. Уникальная конструкция позволила решить задачу, долгое время считавшуюся на Западе неразрешимой. Уже осенью 1920 года на Ходынской радиостанции в Москве был установлен радиотелефонный передатчик из Нижегородской лаборатории с мощностью 5 кВт, а в 1922 — 12 кВт. Радиостанция получила наименование «Центральная радиотелефонная станция им. Коминтерна».
15 сентября 1922 года Центральная радиотелефонная станция передала в эфир первый радиоконцерт, принятый во многих городах. 17 сентября Нижегородская радиолаборатория была награждена орденом Трудового Красного Знамени РСФСР.
В 1923 году рассеиваемая мощность разработанных электронных ламп достигла 25 кВт, в 1925—1926 — 100 кВт. К 1928 году в 25 городах страны стояли разработанные в лаборатории дешёвые универсальные передатчики мощностью 1,2 кВт.

## Лаборатория Татаринова
В 1919 году в качестве руководителя одной из лабораторий НРЛ был привлечен Владимир Васильевич Татаринов, преподаватель физики в Нижегородском университете. Он стал пионером в области создания методики и аппаратуры для исследования антенн на малых моделях в лабораторных условиях. В лаборатории были решены вопросы питания антенн бегущей волной. В частности, Татариновым был предложен простой способ настройки фидеров на бегущую волну при помощи так называемого «индуктивного мостика». В 1925—1926 гг. появились первые коротковолновые направленные антенны. В 1926 г. в лаборатории Татаринова НРЛ начал свою трудовую и научную деятельность в будущем известный учёный-антенщик и радиотехник А. А. Пистолькорс.

## Лаборатория Вологдина
Группа учёных под руководством инженера В. П. Вологдина начала работу в 1919 году. Группа занималась исследованием применения высокочастотных машин в радиотелефонии. В результате испытаний было установлено, что ВЧ-машины мало пригодны для передачи человеческого голоса. Лаборатория сосредоточилась на создании передатчиков для радиотелеграфирования.
Другим направлением исследований Вологдина стал поиск необходимого для питания анода электронной лампы источника постоянного тока высокого напряжения. Традиционно использующаяся для этих целей динамо-машина была слишком сложна для создания в установленные правительством сроки. В марте 1922 года Вологдин закончил оригинальный трёхфазный ртутный выпрямитель, который позволял получить постоянный ток напряжением 10 кВ.

## Лаборатория Шорина
Исследованиями усилительных схем и разработкой усилителей пишущего приёма занималась группа под руководством А. Ф. Шорина, созданная в 1920 году. Впервые в мире здесь были применены быстродействующие многократные буквопечатающие телеграфные аппараты типа Бодо. Лаборатория разрабатывала громкоговорящие установки для радиотелефонии.

## Периодические издания
Будучи избран членом созданного 19 июля 1919 года Радиотехнического совета при НКПиТ, профессор В. К. Лебединский поднял вопрос о необходимости специализированного гражданского издания по вопросам радио. При поддержке члена Народного комиссариата почт и телеграфов А. И. Страхова и председателя Радиосовета А. М. Николаева было решено создать сразу два журнала: «Телеграфия и Телефония без проводов» (ТиТбп) — для специалистов-инженеров и «Радиотехник» — для технических работников, работающих в сфере радиоаппаратуры. К сентябрю 1918 года были напечатаны первые номера журналов.
В Нижегородской радиолаборатории работу над периодическими журналами возглавил В. К. Лебединский.

## Реорганизация
В начале 1923 года в штате радиолаборатории насчитывалось более 200 сотрудников. Широкий круг задач, связанный с организацией связи на государственном уровне в условиях ограниченности ресурсов привёл к тому, что НКПиТ стал ограничивать направления ведущихся исследований, выделяя наиболее приоритетные. Началась взаимная конкуренция внутри отделов Нижегородской радиолаборатории за более приоритетные заказы. Обстановка накалилась настолько, что в марте народный комиссар почт и телеграфов В. С. Довгалевский направил в Нижний Новгород специальную комиссию для выяснения обстановки и выработки необходимых мер. По результатам работы комиссии административная структура Нижегородская радиолаборатория была реорганизована. Директором был назначен М. А. Бонч-Бруевич, помощником директора по производству — И. В. Селиверстов, помощником директора по административно-хозяйственной части — И. А. Леонтьев.
Направление исследований радиолаборатории было сосредоточено на перспективах ламповой электротехники. С 17 августа 1923 года лаборатории В. П. Вологдина и А. Ф. Шорина были ликвидированы. «Мне совершенно неизвестно, чем вызвана та поспешность и форма ликвидации лаборатории проф. Вологдина, которая проведена администрацией Радиолаборатории», — писал начальник Радиоотдела В. А. Павлов. Часть уволенных сотрудников (в том числе Вологдин, Шорин и Рожанский) перешла на работу в петроградский Трест заводов слабых токов.

## Переход в ВСНХ
В 1925 году Президиум ВСНХ СССР обратил внимание на то, что «главная и основная работа её (радиолаборатории) протекала в вопросах не эксплуатации, а электропромышленности». Также целесообразным было признано объединение усилий по исследованию проволочной связи с лабораториями ВСНХ, что позволило бы усилить использование работ НРЛ для нужд промышленности.
Проект был утверждён, и 1 октября 1925 года Нижегородская радиолаборатория была выведена из подчинения Радиоотделу НКПиТ и передана Научно-техническому отделу Высшего совета народного хозяйства (НТО ВСНХ СССР). Новым непосредственным руководителем радиолаборатории стал председатель НТО профессор М. Я. Лапиров-Скобло.
Через три года, 1 октября 1928 года, Нижегородская радиолаборатория была перевезена в Ленинград, где, после объединения с Ленинградской радиолабораторией, появилась Центральная радиолаборатория (ЦРЛ) Треста заводов слабых токов. В Нижнем Новгороде на базе НРЛ была организована Центральная военно-индустриальная радиолаборатория (ЦВИРЛ), которая в 1939 году преобразована в Горьковский Государственный Союзный завод № 326 имени М. В. Фрунзе.

## Международное признание
В 1923 году Нижегородскую радиолабораторию посетили руководители немецкой фирмы «Телефункен» Георг фон Арко и профессор А. Мейснер, которые отметили явный прогресс по изготовлению мощных электронных ламп по сравнению с Америкой, Англией и Францией.
В 1925 году электронные лампы Бонч-Бруевича демонстрировались на Скандинавско-Балтийской выставке в Стокгольме, обратив на себя внимание прессы и радиотехнических журналов.
В Нижегородской лаборатории работал молодой учёный О. В. Лосев, в 1922 году открывший кристаллический гетеродин (кристадин), ставший экспериментальным обоснованием теории запорного слоя и современного учения о полупроводниках.

## Музей нижегородской радиолаборатории

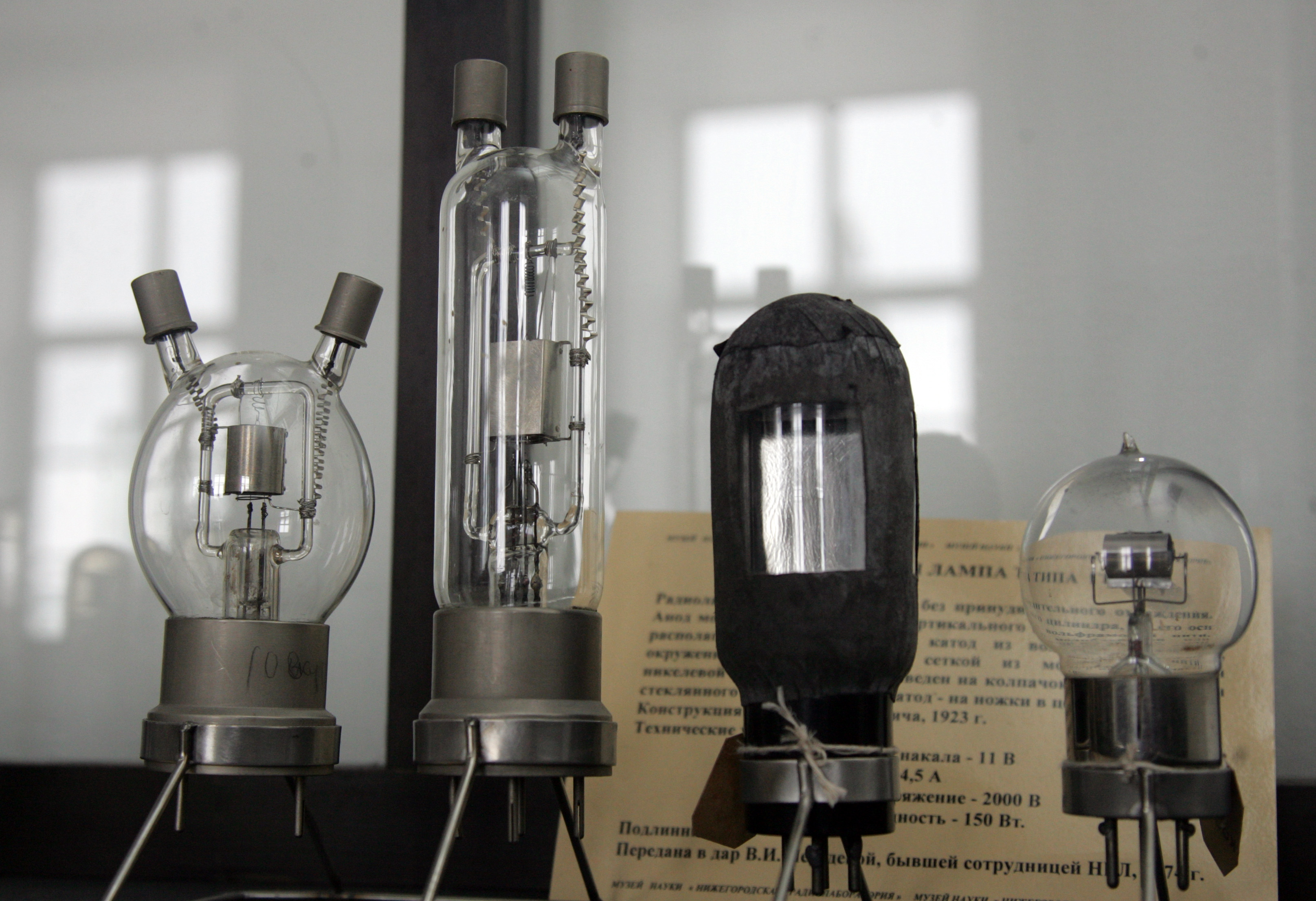
Советские радиолампы 1930-х годов в экспозиции Музея

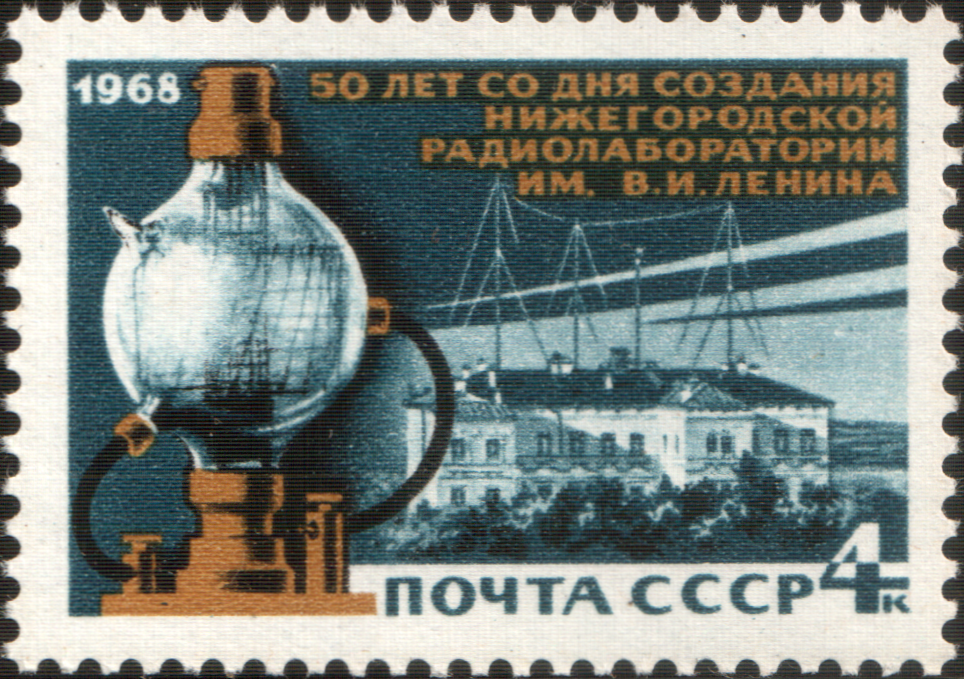
Марка СССР: Одна из первых советских радиоламп и старое здание Нижегородской радиолаборатории. Серия: 50-летие первой советской Нижегородской радиолаборатории

В настоящее время в первом этаже здания, принадлежавшем радиолаборатории, работает музей, посвященный её истории. Экспозиция музея содержит множество оригинальных приборов и образцов не только радиооборудования, но и телевизионных устройств. Существенную часть выставки составляют радиолампы 1930-х годов, в том числе сверхмощные.